# Rijmkroniek
Rijmkronieken zijn op rijm gestelde chronologische beschrijvingen van historische feiten en personen. Verschillende tradities van rijmkronieken zijn ontstaan in middeleeuws Europa. Ze waren onder meer populair in het Heilige Roomse Rijk, waaronder Duitsland, Oostenrijk, Zwitserland en de Lage Landen.
Het genre van de rijmkroniek in de Lage Landen in de volkstaal ontstond in Holland en Vlaanderen in het midden van de 13e eeuw en bleef tot de tweede helft van de 15e eeuw in zwang. De eerste berijmde kronieken ontstonden op de kloosterscholen van Egmond en Gent en Brugge en hadden een educatief doel. Pupillen werden geacht om deze rijmkronieken uit het hoofd te leren en te kunnen reproduceren. Daartoe werd gebruikgemaakt van een simpele versvoet (trochee) en eenvoudige rijmschema (gepaard rijm), wat het uit het hoofd leren vergemakkelijkte. Het genre van de rijmkroniek sloot daarmee aan bij de nog aanwezige orale traditie van barden, onder andere bij de Kelten. Het ontstaan van dit nieuwe genre moet gezien worden tegen de achtergrond van de opkomst van de steden en de ontwikkeling van een nieuwe elite met een groeiende behoefte aan onderwijs, maar die minder vertrouwd was met het Latijn als taal voor kennisoverdracht. Tegen het einde van de 13de eeuw kreeg de rijmkroniek meer de functie van het bezingen van de kwaliteiten van hooggeplaatste personen en steden, die tot meerdere eer en glorie kroniekschrijvers in dienst namen en die dezen ter verpozing en vermaak in gezelschappen lieten optreden. In de 14de eeuw ontwikkelde zich een onafhankelijke beroepsgroep van dichters en zangers met een breed repertoire, die voor optredens werden ingehuurd. Ze werden aangeduid als sprooksprekers, minstrelen en troubadours. Tegen het midden van de 15de eeuw waren de steden uitgegroeid tot machtige instellingen en was er een puissant rijke en machtige elite ontstaan. Hun behoefte om hun machtige positie te etaleren veranderde in ornamentale architectuur en schilderkunst. Rijmkronieken zien we daarna incidenteel alleen nog als een afzonderlijk literair genre.

## Bekende rijmkronieken
- Braunschweigische Reimchronik of Brunswijkse Rijmkroniek, tussen 1279 en 1291 geschreven door een onbekende auteur. Het bevat een familiegeschiedenis van het Saksische vorstenhuis.

- Chronicon Egmundanum, in het Latijn gesteld, 3.300 verzen. De rijmkroniek beslaat de periode van het Hollandse Huis tot 1205 - editie en vertaling door Marijke Gumbert-Hepp en J.P. Gumbert (Hilversum: Verloren, 2007).

- Spiegel Historiael van Jacob van Maerlant (ca. 1225-ca. 1300), geschreven 1284-1290, 18.000 verzen. De rijmkroniek beslaat de periode van den beginne tot 1113. De tweede partie werd geschreven door Philip Utenbroeke; de 5de partie door Lodewijk van Velthem (14de eeuw).

- Yeeste van den slag van Woeronc door Jan van Heelu, geschreven 1288-1294, 8950 verzen. De rijmkroniek beslaat de periode 1261-1288. Gepubliceerd in 1836 door Jan Frans Willems.

- Rijmkroniek van Holland van Melis Stoke (1235-1305) en diens anonieme voorganger, 1290-1305, 13.500 verzen. De rijmkroniek beslaat de periode 689-1305. Gepubliceerd in 1699 door Cornelis van Alkemade, in 1772 door Balthazar Huydecoper, in 1885 door W.G. Brill voor het Historisch Genootschap te Utrecht (herdruk Utrecht: HES Uitgevers, 1983), in 2004 door J.W.J. Burgers voor Instituut voor Nederlandse Geschiedenis.

- Steirische Reimchronik of Österreichische Reimchronik, rond 1310 geschreven door Ottokar aus der Gaal. Het bevat onder meer een gedetailleerde beschrijving van de Limburgse Successieoorlog inclusief de Slag bij Woeringen.

- Brabantsche Yeesten van Jan van Boendale (circa 1318-1351), geschreven op last van Willem Bornecalve, schout en schepen van Antwerpen, ter meerdere glorie van de Brabantse hertogen. Gepubliceerd in 1839-1843 door J.F. Willems.

- Rijmkroniek van Vlaanderen van anonymus, 10570 verzen. De rijmkroniek beslaat de periode 792-1404. Opgenomen in het Comburgse handschrift (1380-1425), gepubliceerd als facsimile uitgave in 1991, in 1997 door Uitgeverij Verloren te Hilversum.

- Rijmkroniek van Klaas Kolijn, 1.200 verzen, vervalsing uit hoogstwaarschijnlijk de vroege achttiende eeuw die pretendeert uit de twaalfde eeuw te stammen. De rijmkroniek beslaat de periode 330-1156. Gepubliceerd in 1719 door Gerhard Dumbar en in 1745 door Gerard van Loon. Nadat vastgesteld was dat het om een vervalsing ging zijn er geen edities meer verschenen.